# Naturschutzgebiet Silbacher Nordhelle
Das Naturschutzgebiet Silbacher Nordhelle ist ein 11,62 ha großes Naturschutzgebiet (NSG) nordöstlich von Silbach im Stadtgebiet von Winterberg. Es liegt an der Nordflanke des Berges Nordhelle. Das Gebiet wurde 2008 mit dem Landschaftsplan Winterberg durch den Hochsauerlandkreis als (NSG) ausgewiesen.

## Gebietsbeschreibung
Das NSG umfasst den dortigen Rotbuchenwald.

## Schutzzweck
Das Naturschutzgebiet wurde zur Erhaltung und Entwicklung eines Rotbuchenwaldes und als Lebensraum gefährdeter Tier- und Pflanzenarten ausgewiesen. Wie bei anderen Naturschutzgebieten in Deutschland wurde in der Schutzausweisung darauf hingewiesen, dass das Gebiet „wegen der landschaftlichen Schönheit und Einzigartigkeit“ zum Naturschutzgebiet wurde.